# 12061 Альона
12061 Альона (1998 FQ2, 1961 TM, 1977 EX2, 12061 Alena) — астероїд головного поясу, відкритий 21 березня 1998 року.
Тіссеранів параметр щодо Юпітера — 3,580.